# Lioré et Olivier LeO H-246
Dimensions
Le Lioré et Olivier H-246 est un hydravion à coque commercial réalisé en France durant l'Entre-deux-guerres par le constructeur aéronautique Lioré et Olivier. Durant la Seconde Guerre mondiale il a été reconverti pour un usage militaire par les Français et les Allemands.

## Prototype
L'unique prototype du LeO H-246, achevé avant la guerre, portait le numéro de série 404 et l'immatriculation F-AREK. Il est détruit vers la fin du conflit, en 1944, par une attaque alliée sur l'aéroport de Lyon-Bron.